# Karl Hobmair
Karl Hobmair (* 21. September 1911 in Freising; † 20. Februar 2003 ebenda) war 44 Jahre Pfarrer in Oberhaching und engagierte sich als Heimatforscher.

## Leben
Karl Hobmair hatte zehn Geschwister. Sein Vater starb vier Jahre nach seiner Geburt. Er besuchte in Freising die Volksschule und das Dom-Gymnasium. Nach dem Abitur begann er im Freisinger Priesterseminar zu studieren. Er war Mitglied der Studentenverbindung Agilolfia. Zum Priester geweiht wurde er am 2. Mai 1937 im Freisinger Dom.
Nach zwei kurzen Einsätzen in anderen Gemeinden wurde er am 1. November 1937 Kooperator und am 1. Dezember 1952 Pfarrer der Gemeinde St. Stephan in Oberhaching. Er erkrankte im Herbst 1979 schwer, ging 1981 in den Ruhestand und wirkte danach als Kommorant (Geistlicher, ohne Ausübung der Seelsorge) in der Freisinger Gemeinde St. Georg (Stadtpfarrkirche). Im Jahr 1997 feierte er sein 60-jähriges Priesterjubiläum in seiner ehemaligen Pfarrei St. Stephan.

## Ehrungen
Hobmair erhielt am 12. Mai 1981 das Verdienstkreuz am Bande des Verdienstordens der Bundesrepublik Deutschland (Bundesverdienstkreuz) für seine heimatkundliche Arbeit.
Er war Ehrenbürger der Gemeinde Oberhaching und nach ihm ist in der Gemeinde der Pfarrer-Hobmair-Weg (zwischen S-Bahn und Forst) benannt. 

## Werke
- Zwölfhundert Jahre Oberhaching. Oberhaching 1949.
- Hachinger Heimatbuch. Oberhaching 1979.
- Register zum Hachinger Heimatbuch. Oberhaching 1983.